# روب أندرسون
روب أندرسون هو محامي وسياسي كندي، ولد في 13 يونيو 1977 في إدمونتون في كندا. حزبياً، نشط في Wildrose Party ‏ والرابطة التقدمية المحافظة في ألبرتا ‏. وقد انتخب عضو الجمعية التشريعية ألبرتا.